# ハーフ・ア・チャンス
『ハーフ・ア・チャンス』（原題: Une chance sur deux）は、1998年のフランスのアクション映画。パトリス・ルコント監督の作品。アラン・ドロンとジャン＝ポール・ベルモンドが『ボルサリーノ』以来、28年ぶりに共演したことで話題となった。

## ストーリー
20才にして高級車専門の窃盗犯であるアリス（ヴァネッサ・パラディ）。彼女は服役中に母親を病気で亡くした。出所の際に、母親が残した録音テープを受け取るアリス。そこには、20年前に愛した二人の男のうち、どちらかがアリスの父親だという、母親の遺言が吹き込まれていた。
父親候補の二人の男は、共に独身で初老の資産家だった。二人に会いに行くアリス。高級レストランのオーナーであるジュリアン（アラン・ドロン）は、実は大泥棒。高級車デューラーのレオ（ジャン・ポール・ベルモンド）は、外人部隊の元指揮官で、二人とも警察にマークされていた。愛らしいが泥棒でもあるアリスに惚れ込み、自分こそ父親だと張り合うジュリアンとレオ。
一人でクラブに踊りに行ったアリスは、男たちに襲われ、車を盗んで逃げ出した。ところがそれはロシアン・マフィアの車で、移送中の大金が隠されていた。ジュリアン達が金を盗んだと思い込み、襲撃して来るマフィア。事情が分からぬまま反撃し、マフィアの資産を爆破するジュリアン達。
実は、マフィアの金は警察が回収していた。日頃から目障りなジュリアン達を消す為に、マフィアに情報を流し、襲わせる警察本部長。アリスを拉致され、マフィアのアジトを破壊するジュリアンとレオ。
無事に救い出されたアリスは血液検査を受けた。しかし、結果の書かれた書類を破り捨てるアリス。どちらが父親でも良いというのは、母親の遺言でもあったのだ。

## キャスト
※括弧内は日本語吹替
- ジュリアン・ヴィニャル - アラン・ドロン（野沢那智）
- レオ・ブラサック - ジャン＝ポール・ベルモンド（羽佐間道夫）
- アリス・トマゾ - ヴァネッサ・パラディ（岡本麻弥）
- キャレラ - エリック・デフォス（堀内賢雄）
- レインコートの男 - アレクサンドル・ヤコヴレフ（大塚明夫）
- シャルコフ - ヴァレリ・ガタエフ（滝口順平）
- ルドウィニャン - ミシェル・オーモン（富田耕生）
- ヴァリノ弁護士 - ジャック・ロマン（福田信昭）

## スタッフ
- 監督：パトリス・ルコント
- 製作：クリスチャン・フェシュネール
- 製作総指揮：エルヴェ・トリュフォー
- 原案：ブルーノ・タルドン
- 脚本：パトリック・ドゥヴォルフ、セルジュ・フリードマン、パトリス・ルコント
- 撮影：スティーヴン・B・ポスター
- 編集：ジョエル・アッシュ
- 音楽：アレクサンドル・デプラ

### 日本語吹替版
- 演出：佐藤敏夫
- 翻訳：石原千麻
- 調整：山下裕康
- プロデューサー：遠藤幸子、渡邊一仁、中嶋唯雄、内田正仁
- 制作：ケイエスエス

※日本語吹替版はテレビ東京が放送用に制作したものだが、ソフト収録も兼ねてノーカットで制作された。ただ、テレビ放送は予定よりも遅れ、ソフト発売から2年後にようやく『木曜洋画劇場』で行われた。